# Anita Cornwell
Anita Cornwell (Greenwood, Carolina del Sud, 23 de setembre de 1923) és una escriptura feminista lesbiana afroamericana estatunidenca. El 1983 es va convertir en la primera dona negra que va publicar una compilació d'assajos titulada Black Lesbian in White America.

## Vida
Als setze anys va anar a viure a Yeadon (Pennsilvània) amb la seva tieta i als 18 anys va anar a viure a Filadèlfia amb la seva mare. El 1948 es va graduar en periodisme i ciències socials a la Universitat de Temple. Va treballar com a periodista per diaris locals i un treballador clerical per agències de govern.
Cornwell ha publicat assajos a les revistes Feminist Review, Labyrinth, National Leader, Los Angeles Free Press i The Negro Digest. En aquesta última publicació ha estat identificada com una lesbiana negra.
El 2000 va estar honorada en el Festival Literari Annual Lambda.

## Obres
- Black Lesbian in White America (assajos, Naiad Press, 1983)
- The Girls of Summer (novel·la juvenil 1989)